# アムリタ・シン
アムリタ・シン（Amrita Singh、1958年2月9日 - ）は、インドのヒンディー語映画で活動する女優。1983年に『Betaab』で女優デビューし、これまでにフィルムフェア賞、インド・テリー賞を受賞している。

## 生い立ち
1958年2月9日に生まれる。父シヴィンダル・シン・ヴィルクはインド陸軍の将校、母ルクサナ・スルターナーは政治活動家だった。母はサンジャイ・ガーンディーの側近として知られ、彼が提唱したオールドデリーのムスリムに対する不妊手術キャンペーンを主導する役割を果たした。父方の曾祖父ショーバ・シンは建築家としてニューデリーの都市開発に携わり、インド人初のニューデリー市議会議長を務めた人物であり、大叔父クシュワント・シンは小説家、同じく大叔父ウッジャル・シンは政治家としてマドラス州、タミル・ナードゥ州、パンジャーブ州の知事を歴任している。また、大伯母ベーグム・パーラーは女優として活動し、ディリープ・クマールの弟ナシール・カーンと結婚しており、彼女の息子アユーブ・カーンも俳優として活動している。
アムリタ・シンはシャー・ルク・カーンの幼馴染みであり、彼の姉シャーナズと同じ学校に通っていた。彼女はニューデリーのモダン・スクールで教育を受け、英語・パンジャーブ語・ヒンディー語を会得した。

## キャリア

### 1983年 - 1993年
1983年に『Betaab』で女優デビューし、興行的な成功を収めた。その後は『Sunny』『Saaheb』『Chameli Ki Shaadi』『Naam』『Khudgarz』『Waaris』などのヒット作に出演しており、1980年代を代表するサニー・デーオール、サンジャイ・ダット、ラージ・バッバル、ジーテンドラ、ヴィノード・カンナー、アニル・カプール、アミターブ・バッチャンなどの俳優と共演した。また、『ラジュー出世する』『Suryavanshi』など助演女優としても活動し、『Aaina』ではフィルムフェア賞 助演女優賞を受賞している。1993年に出演した『Rang』を最後に女優業を引退した。
アムリタ・シンは1980年代を代表する女優の一人に挙げられ、『Rediff.com』のスカンニャー・ヴァルマーは「アムリタ・シンは火を噴き、その炎と激情を否定しようとする者を黙らせる力強いヒロインだ」、『インディアン・エクスプレス』のラクシャナ・N・パーラトは「彼女のキャリアは力強いフィルモグラフィーによって形成されており、アムリタは細い目と遠くまで鳴り響く声をもって新たなヒロイン像を作り上げた。彼女は妖艶な女性、ヒロイン、母親など、彼女は1990年代に演じたすべての役柄で足跡を残してきた」、PTCパンジャーブのリティカー・ナートは「1983年から1993年にかけての10年間、アムリタ・シンは映画界の頂点に君臨し続けた」とそれぞれ評価している。

### 2002年 - 現在
2002年に『23rd March 1931: Shaheed』で女優業に復帰し、ボビー・デーオール演じるバガト・シンの母親役を演じた。2005年にはエクター・カプールのテレビドラマ『Kkavyanjali』に出演し、悪役を演じたアムリタ・シンは視聴者の人気を集めた。また、同年にはモーヒト・スーリーの『Kalyug』でも悪役を演じ、フィルムフェア賞 悪役賞にノミネートされた。2007年は『ラカンドワーラーの抗争』ではヴィヴェーク・オベロイ演じるマヤ・ドーラスの母親役を演じ、続けてアンソロジー映画『Dus Kahaniyaan』に出演した。
2010年は『Kajraare』に出演し、2012年には『Aurangzeb』でジャッキー・シュロフと共演し、彼とは『Aaina』以来20年振りの共演となった。2014年は『2 States』でアルジュン・カプールの母親役を演じ、同作は批評的・興行的な成功を収め、アムリタ・シンはフィルムフェア賞助演女優賞にノミネートされた。2016年には『フライング・ジャット』でタイガー・シュロフの母親役を演じ、2017年は『ヒンディー・ミディアム』で校長役を演じている。2019年にスジョイ・ゴーシュの『Badla』で18年振りにアミターブ・バッチャンと共演し、同作は批評的・興行的な成功を収め、アムリタ・シンはフィルムフェア賞助演女優賞にノミネートされた。

## 私生活
1991年1月に母方の従弟であるサイーフ・アリー・カーンと結婚し、シク教徒だったアムリタ・シンは夫に合わせてイスラム教に改宗し、イスラム式の結婚式を挙げた。サイーフ・アリー・カーンは12歳年下で、パタウディ藩王家の末裔マンスール・アリー・カーン・パタウディとシャルミラ・タゴールの息子である。アムリタ・シンは結婚を機に女優業を引退し、世間からの否定的な意見がある中で夫婦関係を維持していたものの、2004年に離婚している。1993年8月12日に娘サーラー・アリー・カーンを出産し、2001年3月5日に息子イブラーヒーム・アリー・カーンを出産している。

## 受賞歴

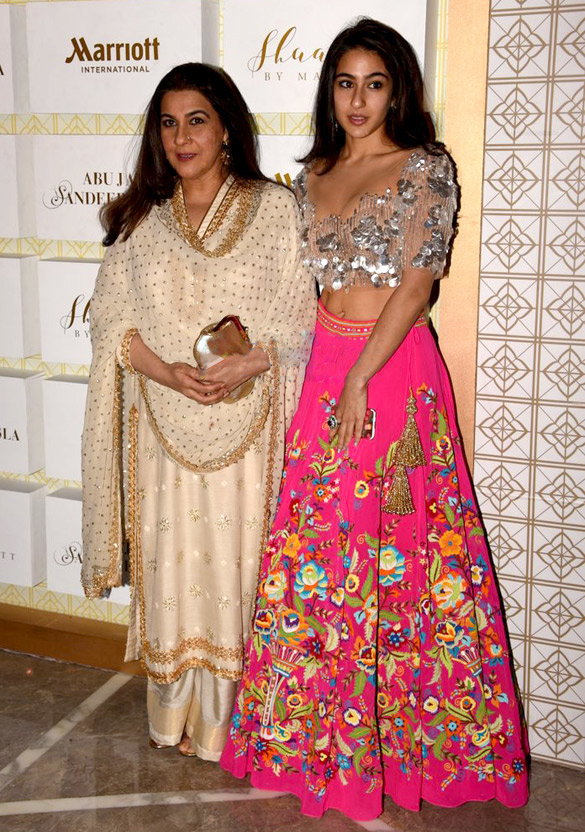
アムリタ・シンとサーラー・アリー・カーン（2017年）

| 年                           | 部門             | 作品                         | 結果             | 出典             |
| フィルムフェア賞             | フィルムフェア賞 | フィルムフェア賞             | フィルムフェア賞 | フィルムフェア賞 |
| ---------------------------- | ---------------- | ---------------------------- | ---------------- | ---------------- |
| 1994年                       | 助演女優賞       | 『Aaina』                    | 受賞             | [ 13 ]           |
| 2006年                       | 悪役賞           | 『Kalyug』                   | ノミネート       | [ 26 ]           |
| 2015年                       | 助演女優賞       | 『2 States』                 | ノミネート       |                  |
| 2020年                       | 助演女優賞       | 『Badla』                    | ノミネート       |                  |
| 国際インド映画アカデミー賞   |                  |                              |                  |                  |
| 2006年                       | 悪役賞           | 『Kalyug』                   | ノミネート       | [ 27 ]           |
| 2015年                       | 助演女優賞       | 『2 States』                 | ノミネート       | [ 28 ]           |
| 2021年                       | 助演女優賞       | 『Badla』                    | ノミネート       | [ 29 ]           |
| ジー・シネ・アワード         |                  |                              |                  |                  |
| 2003年                       | 助演女優賞       | 『23rd March 1931: Shaheed』 | ノミネート       | [ 30 ]           |
| 2006年                       | 悪役賞           | 『Kalyug』                   | ノミネート       | [ 31 ]           |
| 2020年                       | 助演女優賞       | 『Badla』                    | ノミネート       | [ 32 ]           |
| スター・スクリーン・アワード |                  |                              |                  |                  |
| 2019年                       | 助演女優賞       | 『Badla』                    | ノミネート       |                  |
| 製作者組合映画賞             |                  |                              |                  |                  |
| 2015年                       | 助演女優賞       | 『2 States』                 | ノミネート       | [ 33 ]           |
| インド・テリー賞             |                  |                              |                  |                  |
| 2005年                       | 大衆選出悪役賞   | 『Kkavyanjali』              | ノミネート       | [ 34 ]           |
| 2005年                       | 審査員選出悪役賞 | 『Kkavyanjali』              | 受賞             | [ 34 ]           |